# Esquimalt—Saanich—Sooke
Circonscription électorale fédérale du Canada
Esquimalt—Saanich—Sooke est une circonscription électorale fédérale de la Colombie-Britannique  (Canada) située au sud de l'île de Vancouver. Elle est bornée au sud par le détroit de Juan de Fuca. Elle comprend:
- Une partie du district régional de la Capitale incluant les municipalités de district d'Esquimalt, de Metchosin et de Sooke, les villes de Colwood et de View Royal ainsi que les réserves indiennes d'Esquimalt, de New Songhees, de T'Sou-ke et de Becher Bay
- Une partie de la municipalité de Saanich

Les circonscriptions limitrophes sont
- au nord : Cowichan—Malahat—Langford
- au nord-est et à l'est : Saanich—Gulf Islands
- au sud-est : Victoria[3].

## Historique
La circonscription est créée en 2013, d'abord sous le nom de Saanich—Esquimalt—Juan de Fuca avant d'être renommée Esquimalt—Saanich—Sooke en 2014. Elle est représentée pour la première fois lors des élections générales de 2015. Son territoire provient des circonscriptions précédentes d'Esquimalt—Juan de Fuca et Saanich—Gulf Islands.
Lors du redécoupage électoral de 2022, la circonscription perd une partie de son territoire à l'est au profit de Saanich—Gulf Islands mais gagne sur sa limite ouest la communauté de River Jordan de la circonscription de Cowichan—Malahat—Langford.

## Députés
| Législature                                                                    | Années        | Député | Député           | Parti         |
| ------------------------------------------------------------------------------ | ------------- | ------ | ---------------- | ------------- |
| Esquimalt—Saanich—Sooke issue d'Esquimalt—Juan de Fuca et Saanich—Gulf Islands |               |        |                  |               |
| 42e                                                                            | 2015–2019     |        | Randall Garrison | Néo-démocrate |
| 43e                                                                            | 2019–2021     |        | Randall Garrison | Néo-démocrate |
| 44e                                                                            | 2021–2025     |        | Randall Garrison | Néo-démocrate |
| 45e                                                                            | 2025–en cours |        | Stephanie McLean | Libérale      |

## Résultats électoraux
Modèle:Élection générale canadienne de 2025 — Esquimalt—Saanich—Sooke